# The Black Demon
The Black Demon è un film del 2023 diretto da Adrian Grünberg.

## Trama
Paul Sturges è un ispettore della Nixon Oil che decide di unire lavoro e divertimento, portando la famiglia in vacanza a Bahia Negra, in Messico, cogliendo l'occasione per controllare la sua piattaforma petrolifera, El Diamante, che opera al largo delle coste messicane. Tuttavia, al suo arrivo, Paul si accorge che la cittadina è cambiata profondamente dai tempi della sua ultima visita, al punto da essere diventata quasi una città fantasma gli abitanti della quale sembrano ostili nei suoi riguardi. Nonostante gli avvertimenti dei locali sul leggendario Tlaloc, Paul porta la famiglia con sé sulla piattaforma che riversa in un misterioso stato di abbandono. Qui scopre dai due unici lavoratori superstiti, Chato e Junior con il cane Toro, che l'impianto ha risvegliato un megalodonte che si aggira intorno alla piattaforma, uccidendo chiunque provi ad allontanarvisi. Questi viene identificato dai due lavoratori come "El Demonio Negro" ovvero la maledizione del dio della pioggia che infuriato con l'uomo per aver preso più di quello che dovrebbe li sta punendo per la loro avidità. Paul deve quindi trovare un modo per salvare la famiglia dallo squalo preistorico; inoltre scopre che delle bombe sono state posizionate sulle travi sul fondale e nel tentativo di rimuoverle Junior viene ucciso dal megalodonte; inizia una corsa contro il tempo prima che le bombe esplodano o lo squalo la distrugga.
Consapevole che non potranno lasciare tutti insieme la El Diamante senza evitare lo squalo, Paul decide, senza farne parola con Inés, la quale (dopo aver scoperto i rapporti della Nixon Oil sulle reali condizioni della piattaforma falsificati dallo stesso Paul) era rimasta delusa da lui, di fare ammenda per il suo sbaglio sacrificandosi per permettere alla sua famiglia e Chato di salvarsi. Così, mentre la sua famiglia si allontana con un gommone improvvisato Paul rimane a fare da esca. Dopo aver recuperato gli esplosivi dalle travi e aver fatto ripartire le trivelle per attirare lo squalo, si rifugia temporaneamente su una scala subacquea e, tramite ricetrasmittente,  saluta per l'ultima volta i suoi cari lasciando loro le prove delle illegalità della Nixon Oil, in modo che ciò che è accaduto non si verifichi più, per poi farsi esplodere dentro al megalodonte uccidendo entrambi. Il gruppo viene raggiunto dagli abitanti di Bahia Negra che sentito il messaggio sono andati a recuperarli mentre, sotto gli occhi di tutti, El Diamante crolla definitivamente.

## Produzione

### Sviluppo
Nell'ottobre 2021 è stato annunciato che Josh Lucas avrebbe recitato in un film sugli squali (all'epoca senza un titolo) e l'anno seguente è stata confermata la presenza nel cast di Fernanda Urrejola, Julio Cesar Cedillo, Héctor Jiménez, Edgar Flores e Raúl Méndez.

### Riprese
Le riprese si sono svolte tra la fine del 2021 e l'inizio del 2022 nella Repubblica Dominicana.

## Promozione
Il primo trailer del film è stato pubblicato il 23 marzo 2023.

## Distribuzione
Originariamente prevista per il 28 aprile 2023, la distribuzione del film nelle sale statunitensi è stata anticipata dal 21 aprile.